# Francisco V de Módena
Francisco Fernando Geminiano de Austria-Este y Saboya (en italiano: Francesco Ferdinando Geminiano d'Asburgo-Este, 1 de junio de 1819 - 20 de noviembre de 1875) fue duque de Módena de 1846 a 1859. Fue el hijo mayor de Francisco IV de Módena y de la princesa María Beatriz de Saboya.

## Biografía

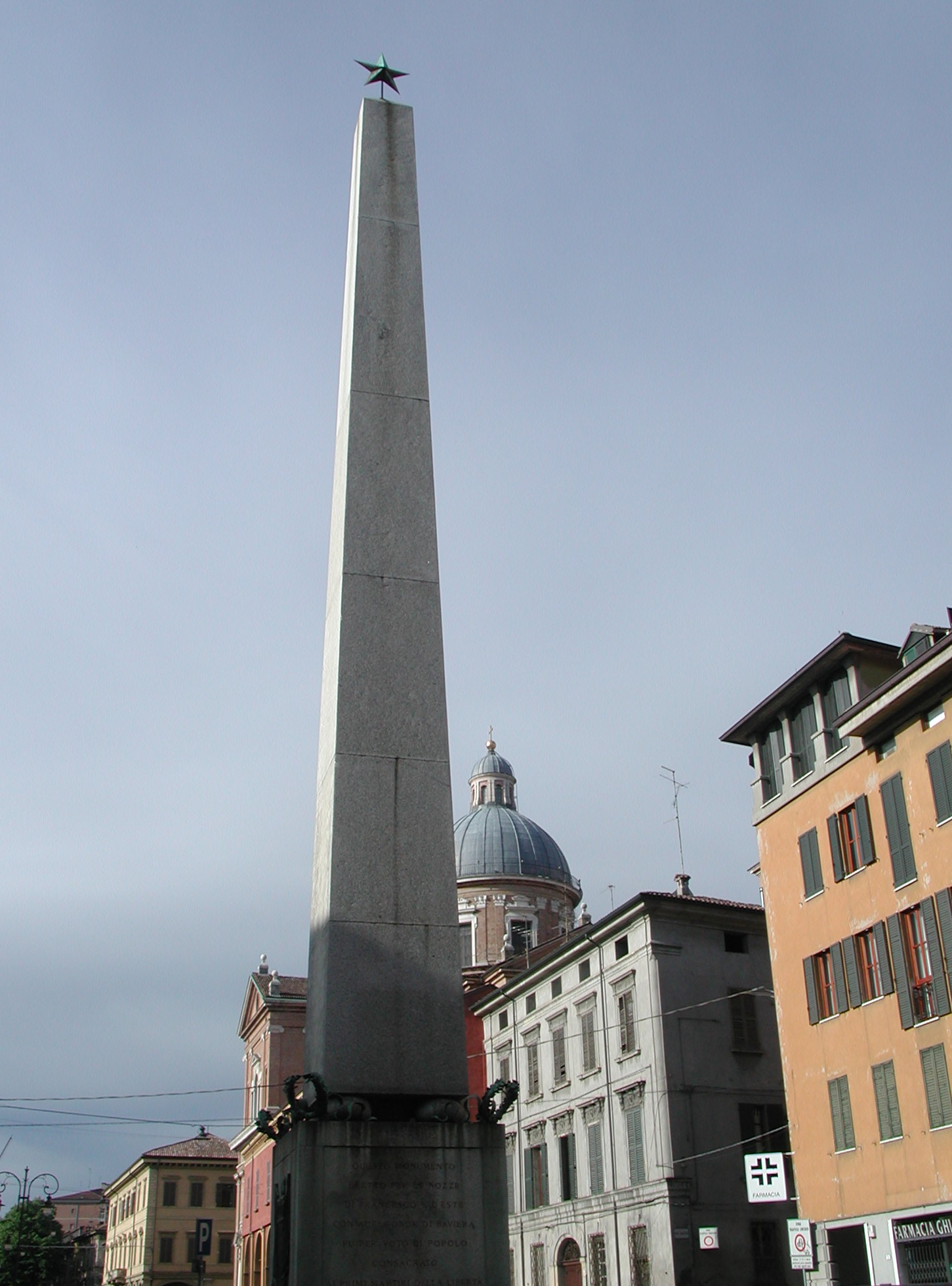
El obelisco erigido para celebrar el matrimonio del Duque con la Princesa Aldegunda de Baviera en Reggio Emilia.

A la muerte de su padre Francisco IV de Módena (21 de enero de 1846), Francisco lo sucedió como duque de Módena, quien también tenía el título de archiduque de Austria, duque de Reggio. A la muerte de su prima la emperatriz María Luisa de Austria, el 18 de diciembre de 1847, le sucedió como duque de Guastalla. En 1859 el Ducado de Módena fue invadido por el rey Víctor Manuel II de Cerdeña, incorporando al año siguiente Módena al nuevo reino de Italia. Francisco se retiró a Austria, donde vivió la mayor parte del resto de su vida.
El 30 de marzo de 1842, Francisco se casó con Aldegunda, princesa de Baviera. La pareja tuvo una sola hija, la princesa Beatriz Ana (19 de octubre de 1848 en Gries, Bolzano - 8 de julio de 1849 en Módena).
Tras la muerte de su madre en 1840, Francisco fue considerado como el legítimo heredero al trono de Inglaterra y Escocia de los Jacobitas (como "Francisco I de Inglaterra"). A su muerte legó la herencia jacobita a su sobrina, María Teresa de Austria-Este (como María IV de Inglaterra y III de Escocia) [cita requerida], quien posteriormente fue reina consorte de Baviera. 
Francisco murió en su palacio, el palacio Modena de Viena, el 20 de noviembre de 1875. Dejó la mayor parte de su enorme finca a su primo el archiduque Francisco Fernando de Austria, que posteriormente llevó el título de archiduque de Austria-Este.

## Títulos, órdenes y empleos

### Títulos
| ● 1 de junio de 1819-21 de enero de 1846:      | Su alteza real (1) el archiduque Francisco de Austria-Este, príncipe real de Hungría y Bohemia, archiduque de Austria, príncipe heredero de Módena                                                        |
| ● 21 de enero de 1846-20 de noviembre de 1875: | Su alteza real (1) el archiduque Francisco de Austria-Este, príncipe real de Hungría y Bohemia, archiduque de Austria, duque de Módena, de Reggio, de Mirandola, de Massa, de Carrara, de Guastalla, etc. |

1. Contrariamente al resto de archiduques austríacos, el duque de Módena, su mujer y el príncipe hereditario y su esposa utilizaban el tratamiento de alteza real frente al de alteza imperial y real. De igual forma el resto de archiduques que pertenecían a la rama de la Casa de Austria reinante en Módena, usaban el predicado de alteza real.

### Órdenes

#### Ducado de Módena
- 27 de diciembre de 1855 - 20 de noviembre de 1875: Gran Maestre de la Orden del Águila Estense.[7]

#### Imperio austríaco
- Caballero de la Orden del Toisón de Oro.[3][8]

#### Extranjeras
- Caballero de la Suprema Orden de la Santísima Anunciación.[3] ( Reino de Cerdeña)
- Senador gran cruz con collar de la Sagrada Orden Militar de San Jorge.[9] ( Ducado de Parma)
- Caballero de la Orden de San Huberto.[3][8][10] ( Reino de Baviera)
- Caballero gran cruz de la Orden del León.[3][8] ( Reino de los Países Bajos)
- Caballero gran cruz de la Real Orden de San Fernando del Mérito.[11] ( Reino de las Dos Sicilias)
- Bailío gran cruz de honor y devoción de la Orden de San Juan de Jerusalén (vulgo de Malta).[12] ( Orden de Malta)
- Caballero gran cruz de la Orden de San José.[13] ( Toscana)

### Empleos
- Coronel propietario (Inhaber) del Regimiento de Infantería nº32 (Húngaro) del Ejército Imperial y Real.[3]
- Coronel propietario (Inhaber) del Real Batallón del Línea del Ejército Real.[3] (Ducado de Módena)